# Hodnověrné popření
Hodnověrné popření (v angličtině plausible deniability) je termín, který popisuje situaci, kdy obvinění je možné odmítnout z toho důvodu, že uvalené důkazy nejsou dostatečné k tomu, aby bylo možné zcela skutky prokázat. Jedná se o právní koncept, kdy, pokud neexistuje nezpochybnitelný důkaz, lze existující obvinění hodnověrně odmítnout a zprostit se tak viny. Poprvé byl tento termín citován ředitelem CIA Allenem Dullesem.
V politické praxi se tato technika využívá v několika rovinách. V politické kampani zůstává kandidát důvěryhodný, pokud se mu podaří přesvědčit voliče, že na něj vznesená obvinění či o něm vydané očerňující zprávy byly získány neetickým způsobem a dokáže tak zlehčit jejich váhu – dojde k typické situaci „tvrzení proti tvrzení“. U výkonných politiků pak může docházet k tomu, že tito svalí vinu na své podřízené a ti zase na své podřízené a nakonec nelze určit, kdo vlastně za skutkem stál. Politik tak zůstává bez přímé viny a většinou i u moci.
Ve válce či ve špionážní činnosti se můžeme setkat s taktikou, která využívá maskovací manévry, aby se tak nedalo přesně např. vystopovat zdroj informací. Typickým příkladem takové taktiky byly operace Spojeneckých vojsk za druhé světové války po prolomení šifrovacího stroje Enigma. Tehdy Spojenci využívali rozšifrované zprávy ke zjišťování pozice německých ponorek. Když takovou pozici zjistili, místo okamžitého potopení ponorky například prvně vyslali do míst průzkumné letadlo. Německé velení tak nemohlo jednoznačně zjistit, odkud se primárně informace o poloze ponorky ke Spojencům dostala – z letadla nebo odjinud. Pro Němce, kteří svému šifrování plně věřili, bylo tak mnohem jednodušší zamítnout i pouhou domněnku o prolomení šifry, protože ta druhá varianta byla reálnější.
V oblasti kryptografie se pak termín využívá pro koncept nazývaný popiratelné šifrování postavené na některých technikách steganografie, kdy nelze jednoznačně prokázat, zda nějaká zašifrovaná zpráva existuje či ne.